# Shaun Ellis
Shaun Ellis (ur. 12 października 1964) – angielski badacz zwierząt, znany z życia wśród wilków. 
Jest założycielem Wolf Pack Management i jest zaangażowany w wiele projektów badawczych w Polsce i w Yellowstone National Park w Stanach Zjednoczonych.
Pracuje z wilkami od 1990 roku. Wcześniej studiował życie lisa rudego w Wielkiej Brytanii oraz kojota w Kanadzie.